# 階段井戸

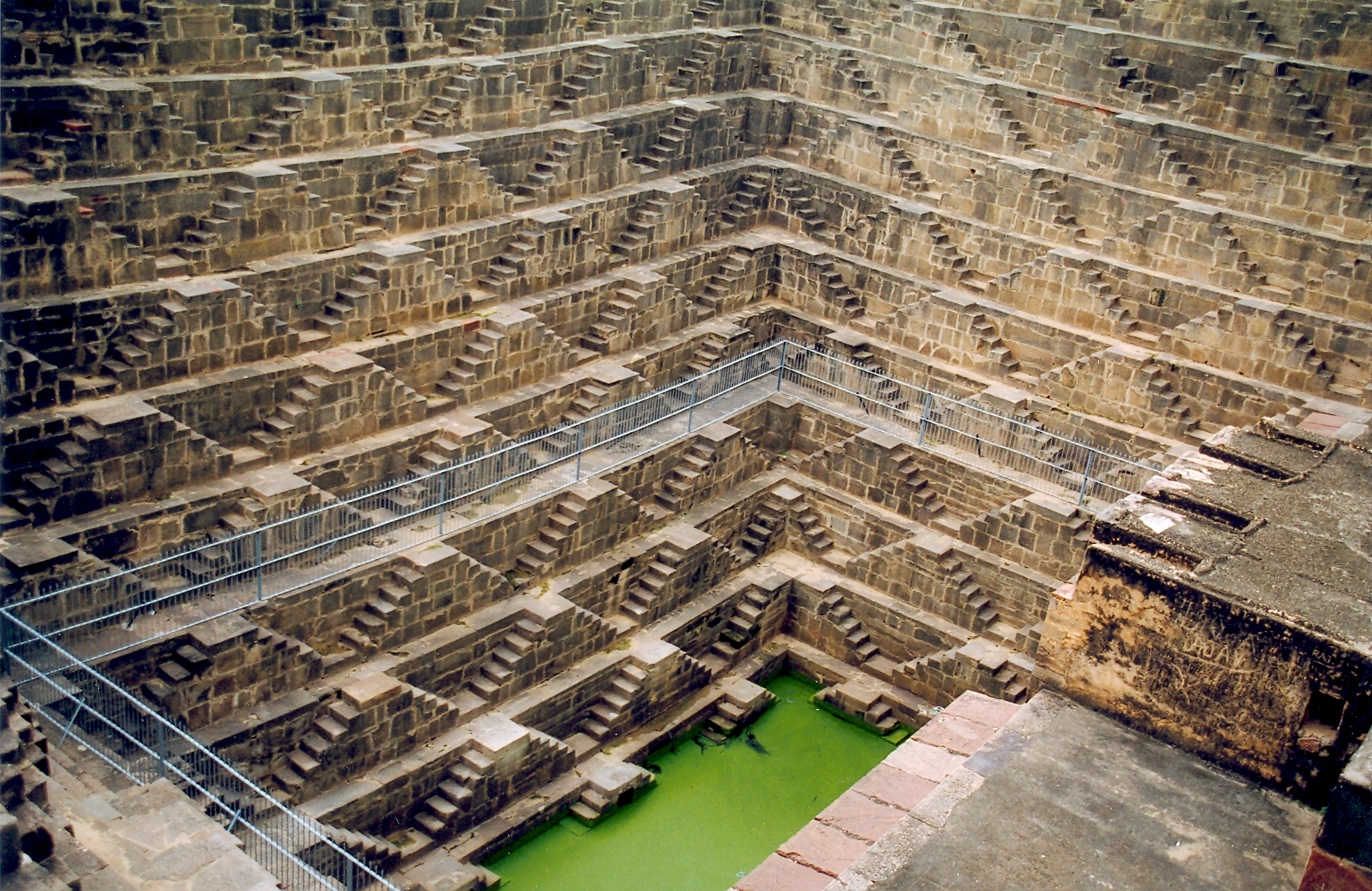
チャンド・バオリの階段井戸

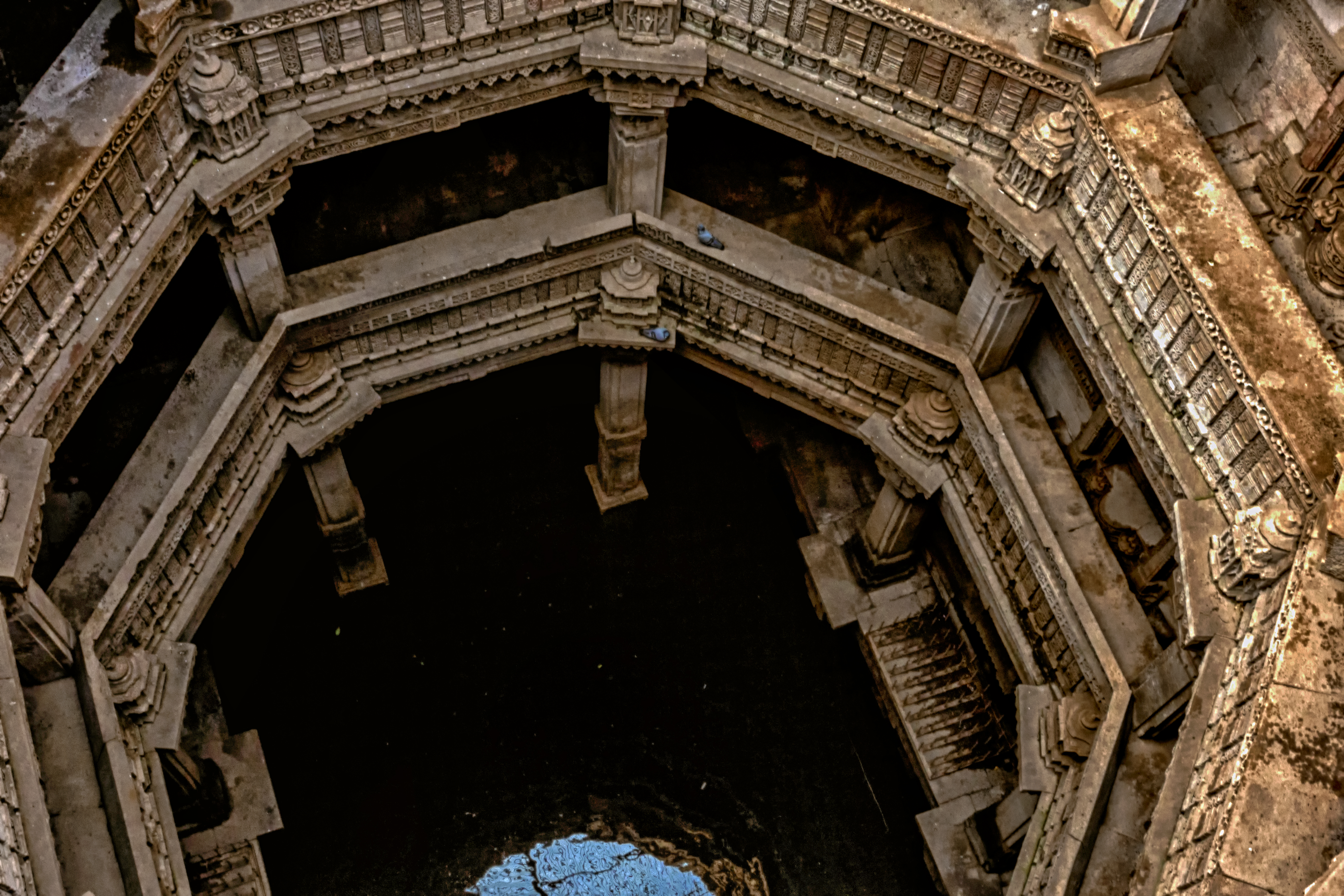
アダラジ・ヴァヴの階段井戸

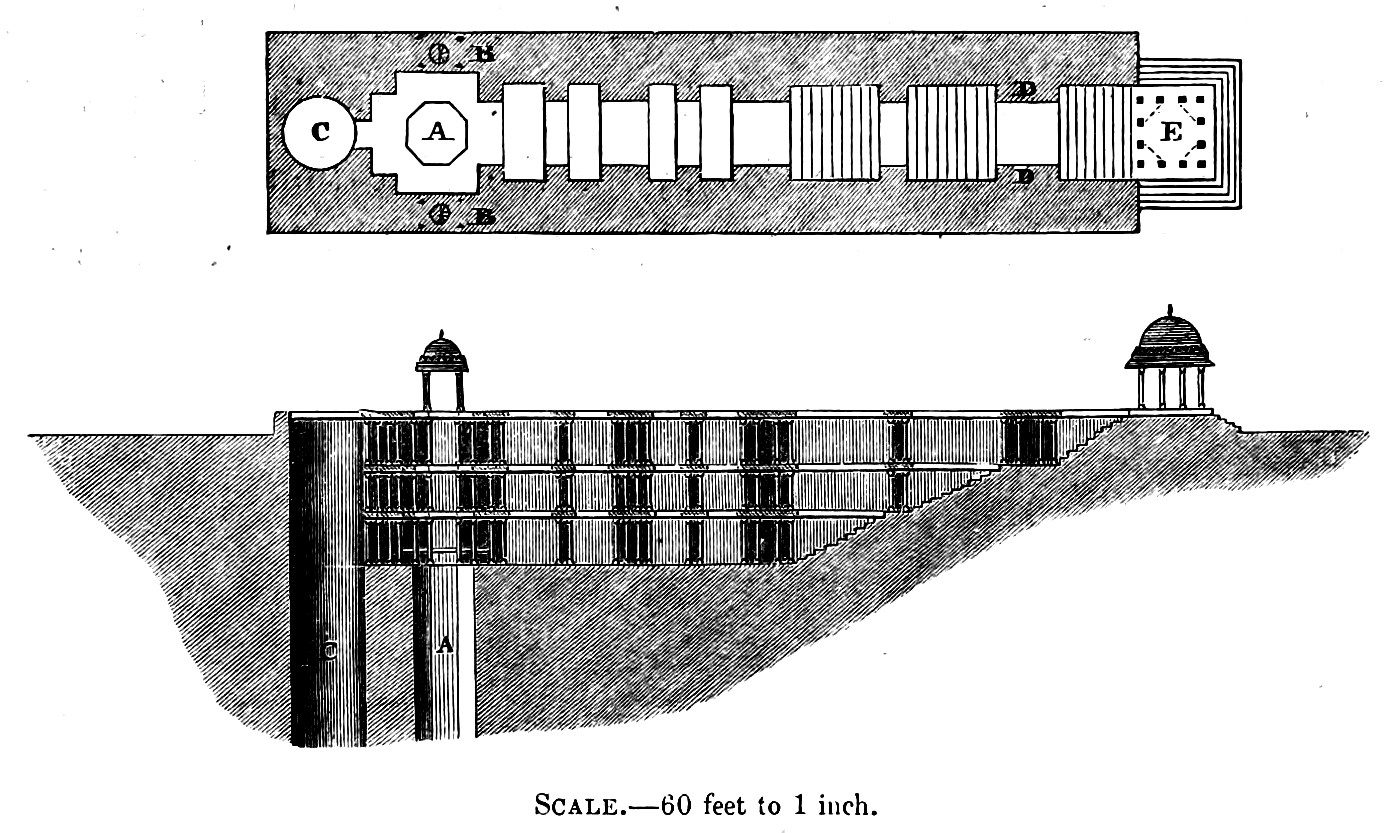
ダーダー・ハリー階段井戸の図解。A:八角形の主井戸。B:尖塔から水面に降りる階段。C:灌漑用の井戸。D:回廊の側面の碑文。E:円屋根ドームに覆われた入口

階段井戸（もしくはヴァヴ、ヴァーヴ。グジャラート語: વાવ、マラーティー語: बारव、ヒンディー語: बावली)は、何段もの階段を下りて水面に達する池もしくは井戸である。インドやパキスタンなど乾燥した地域で一般的にみられる。去勢牛が回す水車によって、地上まで汲み上げる物もある。
モンスーンの時期に水を溜めるため池となっているものもある。こういった池の近くには常に寺院が併設されている。
これらの施設内は、太陽を遮り、地下深いことから気温が低く過ごしやすいため、権力者の避暑地、また民衆の憩いの場、旅行者の休憩所などが設けられた。
イギリスがインドの支配者となると、衛生の問題からポンプなどを使った井戸に置き換わった。